# Bulbophyllum ciliolatum
Bulbophyllum ciliolatum là một loài phong lan thuộc chi Bulbophyllum.